# Ulrich von Straßburg
Ulrich von Straßburg, auch Ulrich Engelbrecht/Engelberti, lat. Ulricus de Argentina, (* um 1220 in Straßburg; † 1277 auf dem Weg nach Paris) war ein dominikanischer Theologe.

## Leben und Werk
Er stammte aus einer Straßburger Adelsfamilie und trat in den Dominikanerorden ein. Ulrich war ein Schüler von Albert dem Großen. Nach Beendigung seiner Studien (wohl in Köln) war er als Lektor am Straßburger Dominikaner-Konvent tätig und wurde 1272 zum Prior der deutschen Dominikanerprovinz (Provinzial) gewählt. Auf dem Weg nach Paris, wo er als Baccalaureus über die Sentenzen des Petrus Lombardus lesen sollte, starb er. Die Arbeit als Baccalaureus war Voraussetzung für den geplanten Erwerb des Magister-Grades.
Ulrichs Hauptwerk ist das in vier Vollhandschriften überlieferte theologisch-philosophische Kompendium De summo bono (1265/1274 geschrieben). Sie gibt vor philosophische und theologische Ideen von Albertus Magnus zu systematisieren und greift darüber hinaus auf Augustinus, Pseudo-Dionysius Areopagita, Aristoteles und Thomas von Aquin zurück. Das Werk blieb, wahrscheinlich durch den Tod von Ulrich von Straßburg, unvollendet (die letzten beiden der acht geplanten Bücher fehlen).  Diese Schrift, die weder einseitig einer neuplatonisierenden noch einer aristotelisierenden Richtung zugewiesen werden darf, könne sich mit der Summa des Thomas von Aquin nicht messen, meint Loris Sturlese, zeige aber immerhin eine durchdachte Architektonik und eine bemerkenswerte Originalität (Sp. 1253). So führt Ulrich z. B. in seiner Gottesbeweislehre sowohl Epikurs consensus omnium-Argument als auch das bei Cicero (De natura deorum 2,95f.) überlieferte sog. aristotelische Höhlengleichnis als Autoritäten für seine Theorie einer naturhaft eingepflanzten, habituellen Erkenntnis Gottes (cognitio Dei naturaliter inserta) an.
Ein Briefbuch enthält mindestens 13 lateinische Briefe, die Ulrich als Provinzial schrieb. Drei davon sind an Albertus Magnus. Sie sind überliefert im Briefbuch des Dominikaners Hermann von Minden (Staatsbibliothek Berlin) und wurden 1891 veröffentlicht.
Eine deutsche Predigt überliefert eine Hamburger Handschrift (Staats- und Universitätsbibliothek, verschollen).
Er war der Lehrer von Johannes von Freiburg und schickte Dietrich von Freiberg zum Studium nach Paris.

## Werke
- Ulricus de Argentina: De summo bono, Felix Meiner, ab 1987 (Corpus philosophorum Teutonicorum medii aevi, Lateinische Ausgabe, bis 2020 13 Bände)